# U 739
U 739 war ein deutsches Unterseeboot des Typs VII C, das von der deutschen Kriegsmarine während des Zweiten Weltkriegs im U-Boot-Krieg im Nordatlantik und im Eismeer gegen alliierte Nordmeergeleitzüge eingesetzt wurde.

## Technische Daten
Der Typ VII C der U-Boot-Klasse VII war das meistgebaute deutsche U-Boot und wurde auch als „Atlantikboot“ bezeichnet, denn es war konzipiert für den unabhängigen Einsatz im Atlantik. 
Ein VII C-Boot wurde bei der Überwasserfahrt von zwei 1400 PS starken Dieselmotoren angetrieben und erreichte eine Geschwindigkeit von 17 kn. Unter Wasser konnte so ein U-Boot mithilfe der zwei Elektromotoren mit je 375 PS 7,6 kn Fahrt machen. Die Leistungskraft der Batterien ermöglichte diese Höchstgeschwindigkeit bei der Unterwasserfahrt allerdings nur für eine Stunde. Bei geringerer Geschwindigkeit konnte das Boot theoretisch bis zu drei Tage unter Wasser fahren. 
Als VII C-Boot hatte auch U 739 an der Oberfläche eine Wasserverdrängung von 769 t und unter Wasser 871 t. Es war insgesamt 67,1 m lang, 6,2 m breit, 9,6 m hoch mit einem 50,5 m langen Druckkörper und hatte einen Tiefgang von 4,74 m. Das in der Hamburger Werft Blohm & Voss gebaute U-Boot wurde von zwei Viertakt-Dieselmotoren F46 mit je 6 Zylindern und Ladegebläse der Kieler Germaniawerft mit einer Leistung von 2060 bis 2350 kW, bei Unterwasserbetrieb mit zwei Elektromotoren GU 460/8–27 von AEG mit einer Leistung von 550 kW angetrieben. Es hatte zwei Antriebswellen mit zwei 1,23 m großen Schiffsschrauben. Das Boot war zum Tauchen bis in Tiefen von 230 m geeignet.

## Einsatz und Geschichte
Bis Oktober 1943 gehörte U 739 als Ausbildungsboote der 8. U-Flottille an. Kommandant Mangold unternahm in dieser Zeit Ausbildungsfahrten in der Ostsee zum Einfahren des Bootes und zum Training der Besatzung. Am 1. November wurde U 739 der 9. U-Flottille zugeteilt und zu Beginn des folgenden Jahres, am 1. Januar 1944, der 13. U-Flottille. Am selben Tag verließ Leutnant zur See Ernst Mangold Kiel zur Überführungsfahrt nach Bergen im deutsch besetzten Norwegen. Von den norwegischen Stützpunkten der deutschen Kriegsmarine aus führte Mangold, ab Dezember 1943 Oberleutnant zur See, mit U 739 im Jahr 1944 insgesamt fünf Unternehmungen durch, in deren Verlauf diverse Nordmeergeleitzüge angegriffen wurden. 

### Gefechte
Mangold attackierte in dieser Zeit zwei britische Zerstörer erfolglos und erzielte auch sonst keine Versenkungen. Erst im September 1944 gelang U 739 als Teil der U-Boot Gruppe Greif ein erfolgreicher Angriff auf ein gegnerisches Kriegsschiff, dass im alliierten Geleitzug VD-1 fuhr.
- 24. September 1944 sowjetisches Minensuchboot TSC-120 (625 t) mit Torpedo versenkt

Es handelte sich um ein Minensuchboot der Admirable-Klasse, das von der US-Navy an die sowjetische Marine im Rahmen des Lend and lease-Programms übergeben worden war. Die großen Minensuchboote dieser Klasse waren für den Hochsee-Einsatz konzipiert und für eine Besatzung von über hundert Mann ausgelegt. Bei der Versenkung des Minensuchbootes TSC-120 kamen 41 Mann der Besatzung ums Leben. 44 weitere Seeleute wurden durch ein sowjetisches U-Boot-Jagdschiff aufgenommen und nach Dikson gebracht.  

### RasmusgegenJW 64
Am 3. Februar 1945 verließ der Geleitzug JW 64 den britischen Marinestützpunkt Clyde in Schottland. Der Konvoi bestand aus 29 Frachtern und hatte Murmansk zum Ziel. Die U-Bootführung stellte eine U-Bootgruppe zusammen, die den Namen „Rasmus“ erhielt. Die zwölf Boote, unter ihnen U 739, sollten den Geleitzug nach den Maßgaben der von Karl Dönitz entwickelten Rudeltaktik aufspüren und angreifen. Zu diesem Zweck wurde die U-Bootgruppe Rasmus geteilt.  U 739 gehörte zu den acht Booten, die in der sogenannten „Bärenenge“ zwischen dem Nordkap und der Bäreninsel einen Suchstreifen bildeten, während vier weitere U-Boote vor der Kola-Bucht patrouillierten. Zur Unterstützung der Suche wurden ebenfalls 48 Kampfflugzeuge vom Typ Ju 88 eingesetzt, von denen sieben verlorengingen, ohne dass der Geleitzug zunächst aufgespürt werden konnte. Erst am 9. Februar wurde JW 64 entdeckt und südlich der Bäreninsel von 32 Flugzeugen des Kampfgeschwader 26 angegriffen. Während die wartenden U-Boote sich dem Konvoi aufgrund des erheblichen Geleitschutzes nicht nähern konnten, wurde der Luftangriff ohne wesentliche eigene Verluste durch JW 64 abgewehrt. Am 12. Februar verstärkten sowjetische Geleitschiffe den Konvoi, der Murmansk zwei Tage später erreichte. 

## Ende des Bootes
Am 13. Mai 1945 kapitulierte Kommandant Oberleutnant zur See Ernst Kosnick in Emden gegenüber den britischen Streitkräften. Das Boot wurde zunächst nach Wilhelmshaven, dann nach Schottland überführt. Am 4. Juli 1945 traf U 739 im Loch Ryan ein, von wo aus es am 14. Dezember auf Position geschleppt und durch das britische U-Boot HMS Tantivy durch Torpedo versenkt wurde.   